# Leonardo Santiago
Leonardo Vitor Santiago, ismertebb nevén Leonardo, vagy Leonardo Santiago (Rio de Janeiro, 1983. március 9.–) brazil labdarúgó.

## Korai pályafutása
Leonardo a Rio de Janeiro-i Nova Safra labdarúgóiskolában kezdett el focizni, gyerekkorát pedig a város Jacarezinho nevű favelanegyedében töltötte, ahol a brazil válogatott Romário is felnőtt. Tizenegy éves korában „Solo, de wet van de favela” (Solo, a favela törvénye) címmel Jos de Putter holland filmrendező filmet készített róla és egy másik fiatal játékosról. A filmnek köszönhetően felfigyeltek rá a Feyenoordnál, és a Rotterdamba költözött, ahol a Feyenoord korosztályos csapataiban játszott.

## Hivatásos pályafutása

### Feyenoord
Első élvonalbeli mérkőzését 17 évesen, 2000. augusztus 19-én játszotta az AZ ellen, melyet a csapat 2-0-ra megnyert. Bemutatkozása a Feyenoordnak és Leonardónak is gondot okozott, mivel az Európai Unió kívüli országokból származó 18 év alatti játékos nem léphet pályára. Ezért várnia kellett, míg nagykorúvá válik. Első gólját a Heerenveen ellen szerezte, a mérkőzés 2-0-ra ért véget. Második gólját idegenben, a nagy rivális Ajax otthonában szerezte, amivel hamar népszerű lett a rotterdami szurkolók körében.
A Feyenoordnál töltött első idénye alatt 44 mérkőzésen 4 gólt szerzett és számos gólpasszt adott. 2002-ben a csapattal UEFA-kupát nyert. Néhány sérülés miatt 2002 augusztusától 2005 decemberéig csak 11 mérkőzésen szerepelt.

### NAC Breda
Mivel Rotterdamban nem sikerült az áttörés, 2006 januárjában NAC Bredához szerződött. A 14 mérkőzésen lőtt 8 góljával jelentősen hozzájárult a csapat elsőosztályú tagságának megtartásához, és megszerezte a klub gólkirályi címét is. Egy újabb sérülés miatt azonban nem játszhatott az idény végéig.
A 2006-2007-es szezon kezdete előtt két nappal konfliktusba került a csapat edzőjével, aki más posztot szánt számára a pályán. Miután hirtelen elhagyott egy edzést, felfüggesztették, majd később visszaengedték a csapathoz.
2006 decemberében szerződést kötött az Ajax csapatával. Az amszterdami klub 750 000 eurót fizetett érte, mely összegnek felét Leonardo, másik felét a NAC Breda kapott meg. 2007. január 21-én az FC Utrecht ellen mutatkozott be. Hat hét múlva, a Heerenveen elleni mérkőzésen elülső keresztszalag szakadást szenvedett, ami újabb hat hónap kihagyásra kényszerítette. Az Ajaxnál Henk Ten Cate és Adrie Koster mesterek főleg tartalékként használták.
2009-ben visszatért a Bredához, ahol 42 mérkőzésen 6 gólt szerzett.

#### Red Bull Salzburg
2011-ben a NAC kölcsönadta az osztrák Bundesligában szereplő Red Bull Salzburg csapatának. 2012-ben a csapat tartalékaihoz küldték, majd miután szerződését felbontották, elhagyta a klubot. A salzburgiakkal bajnoki címet és kupagyőzelmet ünnepelhetett.

### Ferencváros
2013. február 20-án megállapodott az OTP Bank Ligában szereplő Ferencvárossal, ahova korábbi edzője, Ricardo Moniz hívta.
2014. július 11-én közös megegyezéssel szerződést bontott a Ferencvárossal.

### 1860 München
2014. július 17-én egyéves szerződést írt alá az 1860 München együttesével. 2014. november 25-én közös megegyezéssel szerződést bontott a csapattal.

### Red Bull Brasil
2015 februárjában szerződést kötött a brazil másodosztályú csapattal, de a fizikai felmérésen nem felelt meg, így egy nap után a megállapodást felbontották.

### Newcastle United Jets
2015. augusztus 21-én aláírt az ausztrál A-League -ben szereplő Newcastle Jetshez. Szeptember 12-én mutatkozott be új csapatában, a Brisbane Rovers elleni  0-0 alkalmával egy barátságos mérkőzésen. A második félidőben Mitch Cooper helyére állt be az utolsó harminc percre. A bajnokságban a Wellington Phoenix ellen debütált az első fordulóban.

### FC Eindhoven
2017 márciusában a holland másodosztályú FC Eindhoven csapatához igazolt, ahol újra együtt dolgozhatott Ricardo Monizzal.

## Statisztikák
| Évad     | Klub                 | Bajnokság  | Mérkőzés | Gól |
| -------- | -------------------- | ---------- | -------- | --- |
| 2000/01  | Feyenoord            | Eredivisie | 23       | 2   |
| 2001/02  | Feyenoord            | Eredivisie | 21       | 2   |
| 2002/03  | Feyenoord            | Eredivisie | 4        | 0   |
| 2003/04  | Feyenoord            | Eredivisie | 3        | 0   |
| 2004/05  | Feyenoord            | Eredivisie | 4        | 0   |
| 2005/06  | Feyenoord            | Eredivisie | 1        | 0   |
| 2005/06  | NAC Breda            | Eredivisie | 14       | 8   |
| 2006/07  | NAC Breda            | Eredivisie | 17       | 2   |
| 2006/07  | Ajax                 | Eredivisie | 7        | 1   |
| 2007/08  | Ajax                 | Eredivisie | 8        | 2   |
| 2008/09  | Ajax                 | Eredivisie | 24       | 2   |
| 2009/10  | NAC Breda            | Eredivisie | 17       | 4   |
| 2010/11  | NAC Breda            | Eredivisie | 25       | 2   |
| 2011/12  | FC Red Bull Salzburg | Bundesliga | 30       | 4   |
| Összesen | Összesen             | Összesen   | 198      | 29  |

## Sikerei, díjai
- Feyenoord
  - UEFA Kupa
    - Győztes: 2002
- Ajax
  - Holland Kupa
    - Győztes: 2007

  - Holland Szuperkupa
    - Győztes: 2007
- Red Bull Salzburg
  - Osztrák Bundesliga
    - Bajnok: 2011-2012[13]

  - Osztrák Kupa
    - Győztes: 2012
- Ferencváros
  - Magyar ligakupa
    - Győztes: 2013

  - OTP Bank Liga
    - Bronzérmes: 2013–2014